# Швейцарська кухня
Швейцарська кухня унікальна завдяки регіональним відмінностям та впливу сусідніх кухонь, зокрема німецької, італійської та французької. Усесвітньо відомі швейцарські сир і шоколад.

## Типові страви

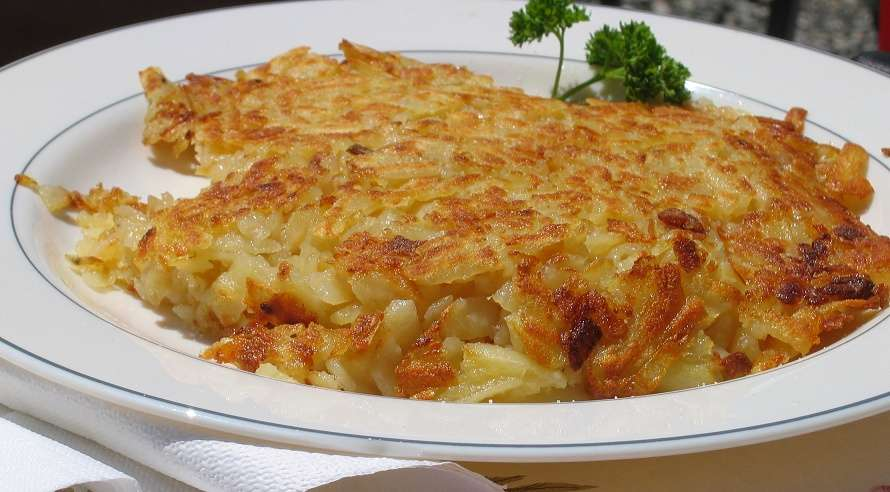
Рьошті

- Фондю (фр. fondue) — розтоплений сир з білим вином, в який умачають шматочки хліба.
- Раклет (фр. raclette) — інша традиційна страва з розтопленого сиру.
- Рьошті (нім. Rösti) — натерта та засмажена картопля з різними додатками: сиром, яйцем, цибулею, салом та ін.
- Бінденфляйш (нім. Bindenfleisch) — засушене на повітрі м'ясо.
- Рівелла — швейцарський національний напій на основі молочної сироватки.